# Émile Danco

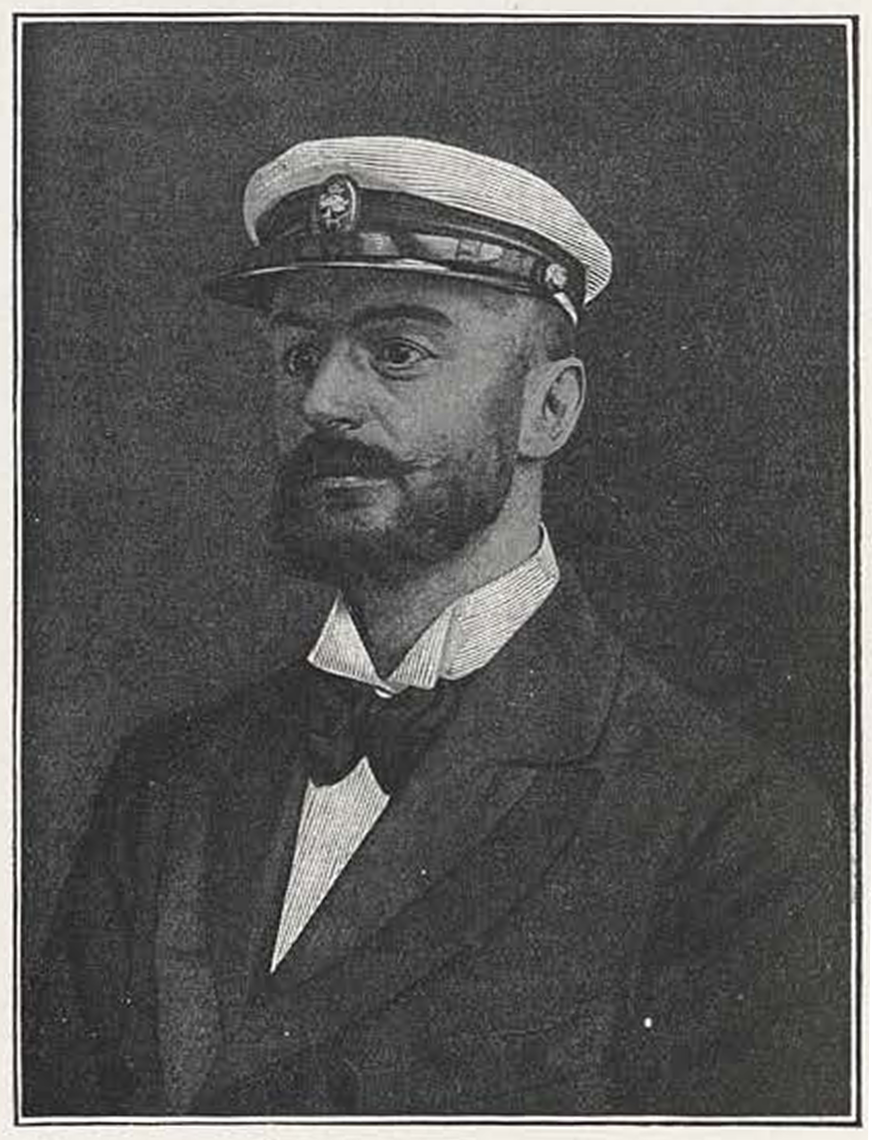
Émile Danco

Émile Danco (* 29. November 1869 in Mechelen, Belgien; † 5. Juni 1898 in der Bellingshausensee, Antarktis) war ein belgischer Leutnant der Artillerie und Forschungsreisender in die Antarktis. Er war Teilnehmer an der Belgica-Expedition (1897–1899) unter der Leitung des belgischen Polarforschers Adrien de Gerlache de Gomery.
Seine militärische Ausbildung absolvierte Danco gemeinsam mit dem mit ihm befreundeten Georges Lecointe, einem weiteren Teilnehmer der Antarktisexpedition, an der Königliche Militärakademie in Brüssel. 1895 begleitete er den ebenfalls mit ihm befreundeten de Gerlache nach Norwegen auf der Suche nach einem geeigneten Schiff für dessen bevorstehende Expedition, für die er als Teilnehmer vorgesehen war. Aufgrund seiner Vorkenntnisse auf dem Gebiet der Geodäsie, die er am Militärgeographischen Institut in Wien erworben hatte, rekrutierte ihn de Gerlache als Geophysiker. Danco bereitete sich durch Studien in Geomagnetismus und Meteorologie auf die Forschungsreise vor. In Norwegen erlernte er das Skilaufen, während das Forschungsschiff Belgica in dieser Zeit in Sandefjord instand gesetzt wurde. Dancos militärischen Vorgesetzten zögerten seine Abordnung für die Expedition aufgrund seiner fragilen Gesundheit hinaus. Erst nach Intervention von Pierre-Lambert Goossens, des Erzbischofs von Mechelen, erklärten sie sich zu einer Freistellung bereit.
In der ersten Phase der Expedition war Danco im Zielgebiet an mehreren Exkursionen beteiligt. So begleitete er im frühen Februar 1898 de Gerlache, Roald Amundsen, Frederick Cook und Henryk Arctowski auf einem Erkundungsgang zur Brabant-Insel westlich der Antarktischen Halbinsel. Als der antarktische Winter einsetzte, befasste sich Danco mit geomagnetischen Messungen in der Umgebung des Schiffes. Im März 1898 klagte er über Atembeschwerden und konnte ab Mai desselben Jahres sein Quartier an Bord des Schiffes nicht mehr verlassen. Ende Mai 1898 prognostizierte der Expeditionsarzt Frederick Cook, dass Danco den nächsten Monat möglicherweise nicht überleben werde. Cook diagnostizierte eine Läsion in einer Herzklappe, die zu einer Herzvergrößerung und nachfolgend zu einer Herzmuskelatrophie geführt habe. Dancos Zustand besserte sich nicht mehr und so starb er am 5. Juni 1898 an Bord der Belgica im Alter von 28 Jahren. Zwei Tage später wurde er auf See bestattet. Danco war nach dem norwegischen Matrosen Carl-August Wiencke, der am 22. Januar 1898 in der Nähe der Austin Rocks in schwerer See von Bord gespült worden war, das zweite Todesopfer der Expedition.
Nach Danco sind in der Antarktis Danco Island und die Danco-Küste benannt. Darüber hinaus ist er Namensgeber für den Place Émile Danco (auch bekannt als Émile Dancoplein), einen Platz im belgischen Uccle/Ukkel.